# Roman Gergel
Roman Gergel (* 22. Februar 1988 in Bánovce nad Bebravou) ist ein slowakischer Fußballspieler.

## Vereinskarriere
Gergel spielte in seiner Jugend für TJ Spartak Bánovce nad Bebravou und FK AS Trenčín. Den ersten Profivertrag bekam er beim FK AS Trenčín, wo er drei Spielzeiten absolvierte. Er wechselte im August 2010 zum MŠK Žilina und wurde 2013 für sechs Monate an den 1. FC Tatran Prešov verliehen. Dann spielte er kurzzeitig für DAC Dunajská Streda und wechselte zum polnischen Verein Górnik Zabrze. Im Sommer 2016 unterschrieb er einen Vertrag bei Bruk-Bet Termalica Nieciecza in der Ekstraklasa.

## Nationalmannschaft
Gergel spielte für die slowakische U-19-Nationalmannschaft und auch für die U-21-Nationalmannschaft.
Im Januar 2017 bestritt der Mittelfeldspieler in den Freundschaftsspielen gegen Uganda (1:3) und Schweden (0:6) seine ersten beiden A-Länderspiele.